# Sư đoàn Bộ binh 126 (Đức Quốc Xã)
Sư đoàn Bộ binh 126 (tiếng Đức: 126. Infanterie-Division) là một sư đoàn bộ binh của Đức Quốc xã được thành lập trong giai đoạn thế chiến thứ hai. Sư đoàn được thành lập vào ngày 15 tháng 10 năm 1940 tại Münster.

## Sĩ quan chỉ huy
- Tướng Paul Laux, ngày 15 tháng 10 năm 1940 - ngày 08 tháng 10 năm 1942
- Trung tướng Harry Hoppe, ngày 08 tháng 10 năm 1942 - ngày 03 tháng 5 năm 1943
- Trung tướng Friedrich Hofmann, ngày 03 tháng 5 năm 1943 - ngày 08 tháng 7 năm 1943
- Trung tướng Harry Hoppe, ngày 8 tháng 7 năm 1943 - ngày 28 tháng 11 năm 1943
- Trung tướng Gotthard Fischer, ngày 28 tháng 11 năm 1943 - 14 tháng 2 năm 1945
- Thiếu tướng Kurt Haehling, ngày 14 tháng 2 năm 1945 - ngày 08 tháng 5 năm 1945